# Sars (Rosja)
Sars (ros. Сарс) – osiedle typu miejskiego w Rosji, w Kraju Permskim, w rejonie oktiabrskim. W 2010 liczyło 5042 mieszkańców.